# Xã Jenkins, Quận Barry, Missouri
Xã Jenkins (tiếng Anh: Jenkins Township) là một xã thuộc quận Barry, tiểu bang Missouri, Hoa Kỳ. Năm 2010, dân số của xã này là 398 người.